# Ставрополія
Ставрополія (рум. Stavropolia) — село у повіті Димбовіца в Румунії. Входить до складу комуни Улієшть.
Село розташоване на відстані 60 км на захід від Бухареста, 32 км на південь від Тирговіште, 130 км на схід від Крайови, 114 км на південь від Брашова.

## Населення
За даними перепису населення 2002 року у селі проживали 216 осіб, усі — румуни. Усі жителі села рідною мовою назвали румунську.